# 张朝用 (成化甲辰进士)
张朝用（？年—？年），字惟賢，四川泸州人。明朝政治人物。

## 生平
四川鄉試舉人，成化二十年（1484年）甲辰科二甲八十名進士。二十三年十一月授兵科給事中，弘治四年（1491年）七月升本科右，养病归，病愈，七年十二月復除刑科右，八年四月升刑科左，十一年十月升刑科都，弹劾内官监太监李广招权纳贿，其门如市。十二年四月因太僕寺少卿楊瑛事牵连下狱，吏部查议，赎杖还职，八月出为雲南布政司右參政，十八年正月考察致仕。